# Seo Su-yeon
Seo Su-yeon (koreanisch 서수연; * 8. Januar 1986 in Mokpo) ist eine südkoreanische Para-Tischtennisspielerin, welche in der paralympischen Startklasse TT 2 (früher TT 3) antritt. Sie ist Weltmeisterin, Asienmeisterin und nahm zweimal an den Paralympischen Spielen teil.
Seo Su-yeon wurde durch eine Injektion gelähmt. 2006 begann sie im Alter von 20 Jahren mit dem Para-Tischtennis. Seit 2009 ist Cho Jae-kwan ihr Trainer.

## Titel und Erfolge im Überblick

### Paralympische Spiele
- 2016 in Rio de Janeiro: Silber in der Einzelklasse 1–2, Bronze in der Mannschaftsklasse 1–3

### Asienmeisterschaften
- 2013 in Peking: Bronze in der Mannschaftsklasse 1–3
- 2015 in Amman: Gold in der Einzelklasse 1–2, Silber in der Mannschaftsklasse 1–3
- 2017 in Peking: Silber in der Mannschaftsklasse 1–3

### Asienspiele
- 2014 in Incheon: Silber in der Einzelklasse 1–2, Silber mit der Mannschaftsklasse 1–3
- 2018 in Jakarta: Bronze in der Einzelklasse 1–3, Bronze mit der Mannschaftsklasse 2–5

### Weltmeisterschaften
- 2014 in Gwangju: Silber in der Einzelklasse 1–3, Bronze mit der Mannschaftsklasse 1–3
- 2018 in Lasko: Gold in der Einzelklasse 1–2

### Kleinere Turniere
- Slovakia Open 2018: Gold in der Einzelklasse 1–2
- Spanish Open 2019: Gold in der Einzelklasse 2–4, Gold mit der Mannschaftsklasse 2–4
- China Open 2019: Bronze in der Einzelklasse 1–2, Silber mit der Mannschaftsklasse 1–3